# Баркельсби
Баркельсби (нем. Barkelsby, дат. Barkelby) — коммуна в Германии, в земле Шлезвиг-Гольштейн.
Входит в состав района Рендсбург-Экернфёрде. Подчиняется управлению Виндеби. Население составляет 1429 человек (на 31 декабря 2010 года). Занимает площадь 17,87 км².